# M80 (amas globulaire)
Pour les articles homonymes, voir M80.
M80 (ou NGC 6093) est un amas globulaire situé dans la constellation du Scorpion à environ 32 600 années-lumière du système solaire. Messier 80 a été découvert par l'astronome français Charles Messier en 1781. Il l'a décrit comme une nébuleuse sans étoiles qui ressemble au noyau d'une petite comète. William Herschel a été le premier à résoudre les étoiles de M80 en 1784.

## Caractéristiques

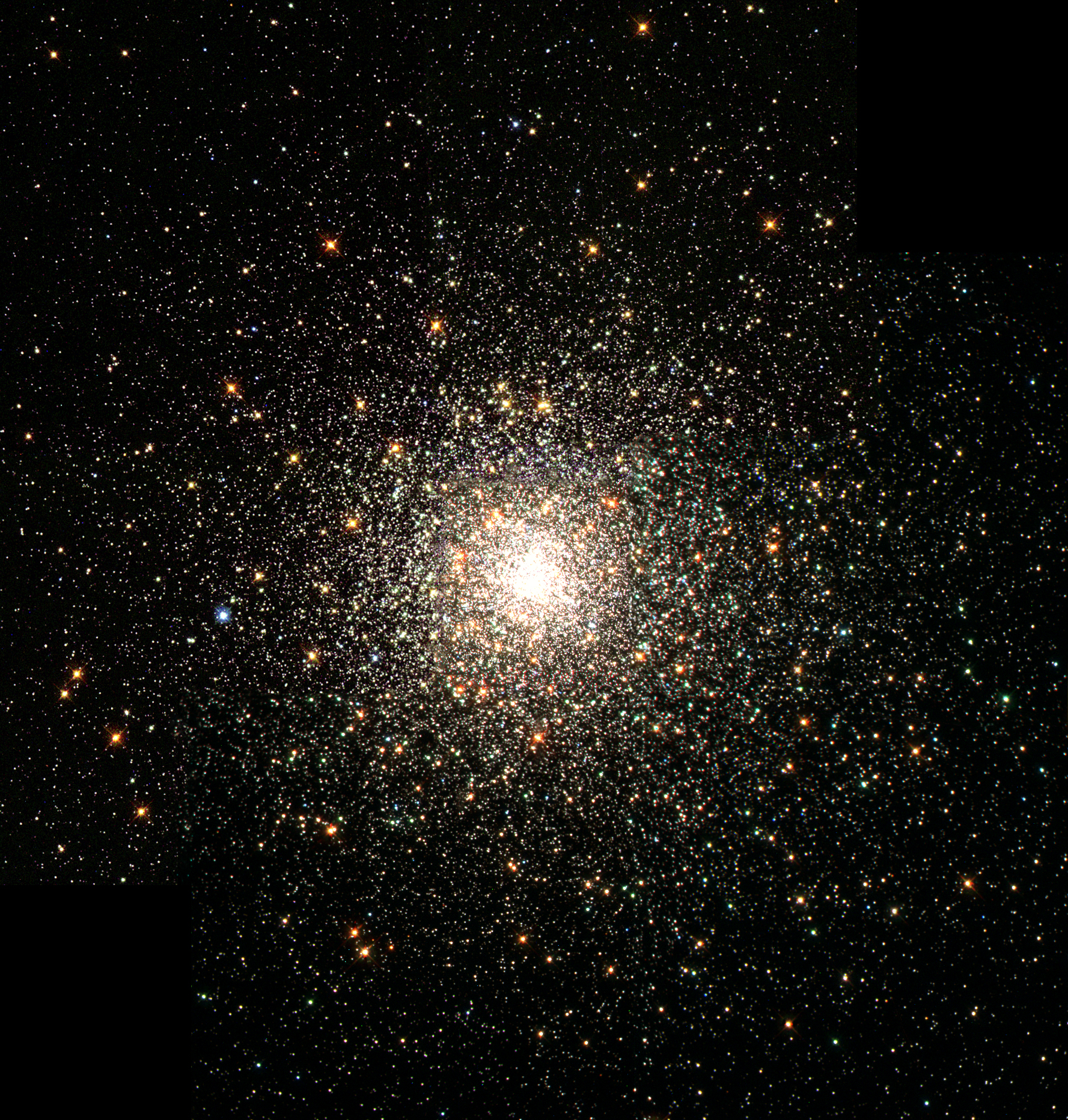
M80 par le télescope spatial Hubble. L'analyse des images de M80 a révélé un nombre élevé d'étoiles traînardes bleues.

M80 est l'un des plus denses des 147 amas globulaires connus dans la Voie lactée. Il contient des centaines de milliers d'étoiles maintenues ensemble par la gravité. Cet amas est particulièrement utile pour l'étude de l'évolution stellaire, car ses étoiles sont presque toutes très âgées, environ 13 milliards d'années, mais leur masse est très différente.
En analysant les images captées par Hubble ainsi que celle prises à travers un filtre ultraviolet, les astronomes ont trouvé une population élevée de traînardes bleues au cœur de l'amas. Ces étoiles isolites, massives et jeunes montrent que de fréquentes collisions et fusions stellaires peuvent se produire dans des régions denses comme le noyau de certains amas globulaires comme M80 et aussi NGC 6397.  
La métallicité de M80 est estimée à -1,47 [Fe/H]. Son âge de 12,54 milliards d'années est comparable à celui des autres amas globulaires de notre galaxie dont les âges vont de 10,24 (NGC 1261 et NGC 3201) à 13,95 (NGC 6171) milliards d'années.

## Une nova dans M80
Le 21 mai 1860, la nova T Scorpii s'est produite au sein de M80. Elle a atteint la magnitude apparente de 6,8 surclassant temporairement l'ensemble de l'amas. Une nova est une explosion thermonucléaire qui se produit à la surface d'une étoile d'un système binaire par accrétion de la matière de celle-ci aux dépens de sa compagne. Les observations en ultraviolet de Hubble on découvert le reste chaud et peu lumineux  l'étoile génitrice de la nova (T Scorpii). Curieusement, ces mêmes observations n'ont révélé que deux autres étoiles binaires susceptible de produire une nova, bien moins que prévu théoriquement pour le taux de collisions stellaires. Ainsi, les traînardes bleues semblent indiquer qu'il y a beaucoup de collisions stellaires et les novas qu'il y en a peu. Un autre mystère pour les astronomes.

## Localisation
On peut trouver aisément M80. L'amas est à mi-distance d'Antarès (Alpha Scorpii) et de Beta Scorpii (Graffias), juste sous le parallèle de déclinaison de Delta Scorpii (Dschubba).

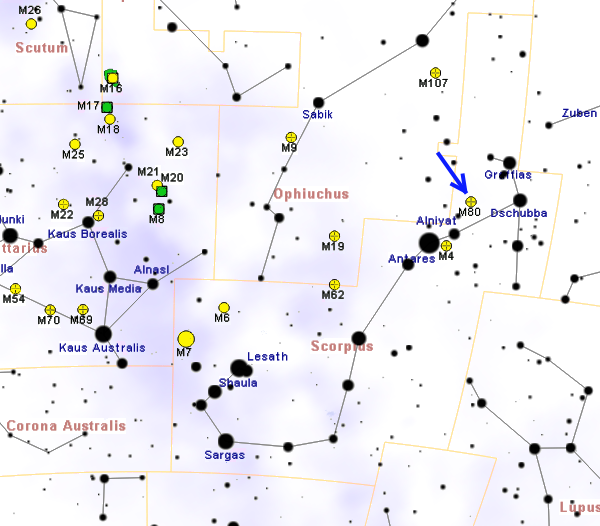
Localisation de M80.